# Humanoid Robotics Project
Il progetto giapponese Humanoid Robotics Project ha sviluppato, a partire dal 1997, una serie di robot umanoidi e di robot per l'aiuto domestico. Il progetto è sponsorizzato dal Ministero Giapponese per l'economia, lo scambio e lo sviluppo (METI) e dall'Organizzazione Giapponese per lo sviluppo della tecnologia industriale (NEDO). 
Il progetto è supervisionato dalla Kawada Industries e supportato dall’Istituto nazionale avanzato per la scienza e tecnologia (AIST) con sede a Tokyo e dalla Kawasaki Heavy Industries, Inc. 
La serie HRP va anche sotto il nome di Promet.
I modelli HRP non vanno confusi con la serie HOAP (Humanoid for Open Architecture Platform) prodotta dalla Fujitsu.

## Caratteristiche e tecnologia
Una caratteristica interessante del modello HRP-2 è la capacità di rialzarsi in piedi dopo essersi steso sul pavimento sia di fronte che di spalle. Questa è una caratteristica che il robot ASIMO prodotto dalla Honda non ha.

### Specifiche
|                       | HRP-1 (1997)        | HRP-2P (1998)                     | HRP-2 Promet (2002)               | HRP-3P prototipo (2005)          | HRP-3 Promet MK-II (2007)                            | HRP-4C (2009) |
| --------------------- | ------------------- | --------------------------------- | --------------------------------- | -------------------------------- | ---------------------------------------------------- | ------------- |
| Peso                  | 130 kg              | 58 kg                             | 58 kg                             | 65 kg                            | 68 kg                                                | 43 kg         |
| Altezza               | 160 cm              | 154 cm                            | 154 cm                            | 160 cm                           | 160.6 cm                                             | 158 cm        |
| Larghezza             | 60 cm               | 62 cm                             | 62 cm                             | 66.4 cm                          | 69.3 cm                                              |               |
| Profondità            | 55.5 cm             |                                   |                                   | 36.3 cm                          | 41 cm                                                |               |
| Velocità di camminata | 2 km/h              | 2 km/h                            | 2 km/h                            | 2 km/h                           | 2 km/h                                               |               |
| Batterie              | Ni-Zn 135 V / 6 Ah  | Nickel metal hydride 48 V / 20 Ah | Nickel metal hydride 48 V / 20 Ah |                                  |                                                      |               |
| Tempo di operatività  | 25 minuti           |                                   |                                   | 60 minuti                        | 120 minuti                                           | 20 minuti     |
| DOF                   | 28                  | 30                                | 30                                | 36                               | 42                                                   | 42            |
| Sensori               | 2-eye stereo camera | 3-eye stereo camera               | 3-eye stereo camera               | 3-eye stereo camera 2-eye camera | 3-eye stereo camera 2-eye camera Laser limits sensor |               |
| Immagini              |                     |                                   |                                   |                                  |                                                      |               |